# Szamesima Aja
Szamesima Aja (鮫島 彩; Hepburn: Sameshima Aya) (Ucunomija, 1987. június 16. –) japán válogatott labdarúgó.

## Klub
A labdarúgást a TEPCO Mareeze csapatában kezdte. 2006 és 2011 között a TEPCO Mareeze csapatában játszott. 98 bajnoki mérkőzésen lépett pályára és 18 gólt szerzett. 2011-ben a Boston Breakers, 2011 és 2012 között a Montpellier együttesének tagja volt. 2012-ben visszatért Japánba a Vegalta Sendai csapatához. 2015-ben a INAC Kobe Leonessa csapatához szerződött.

## Nemzeti válogatott
2008-ban debütált a japán válogatottban. A japán válogatott tagjaként részt vett a 2011-es, a 2015-ös világbajnokságon és a 2012. évi nyári olimpiai játékokon. A japán válogatottban 103 mérkőzést játszott.

## Statisztika
| Japán válogatott | Japán válogatott | Japán válogatott |
| Időszak          | Mérk.            | gól              |
| ---------------- | ---------------- | ---------------- |
| 2008             | 2                | 1                |
| 2009             | 3                | 0                |
| 2010             | 15               | 1                |
| 2011             | 18               | 0                |
| 2012             | 14               | 0                |
| 2013             | 3                | 0                |
| 2014             | 2                | 1                |
| 2015             | 12               | 1                |
| 2016             | 3                | 0                |
| 2017             | 13               | 0                |
| 2018             | 18               | 1                |
| Összesen         | 103              | 5                |

## Sikerei, díjai
Japán válogatott
- Olimpiai játékok:  Ezüst; 2012
- Világbajnokság:  Arany; 2011,  Ezüst; 2015
- Ázsia-kupa:  Arany; 2018,  Bronz; 2008, 2010

Egyéni
- Az év Japán csapatában: 2010, 2016, 2017, 2018